# Minskoff Theatre

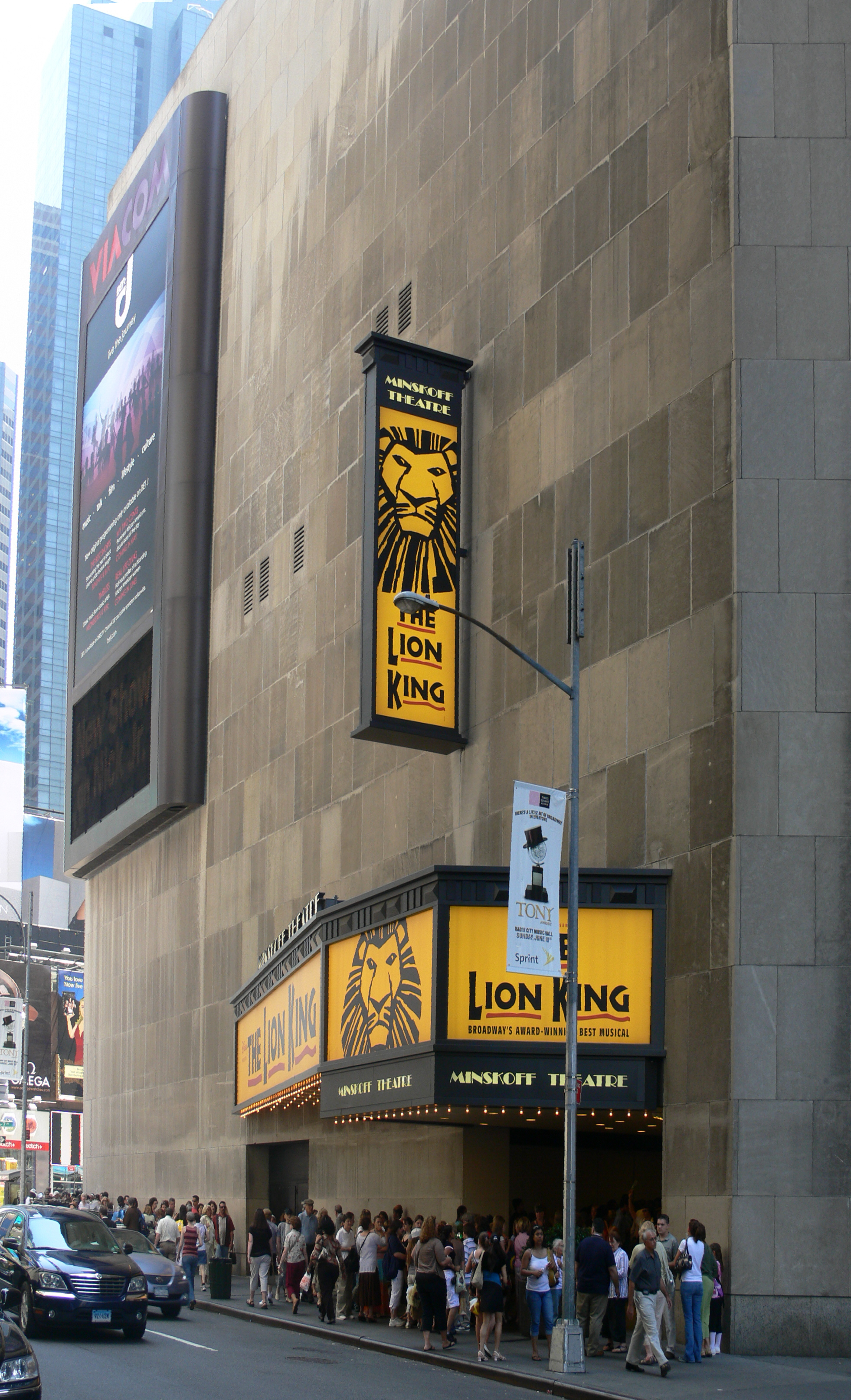
Minskoff Theatre

Das Minskoff Theatre ist ein Theater in Manhattan, New York City.
Es befindet sich auf der Dritten Etage des One Astor Plaza am 1515 Broadway. Das Theater wurde von den Architekten Kahn und Jacobs gestaltet und eröffnete 1973. Im Theater befinden sich 1.621 Sitze für Besucher. Eigentümer des Theaters ist die Nederlander Organization. Das Theater ist nach Sam Minskoff und Söhnen benannt, den Eigentümern des Hochhauses. 1981 fand im Theater die Miss Universe statt, die von Irene Sáez aus Venezuela gewonnen wurde. Ein großer Erfolg des Theaters war die Produktion Sunset Boulevard aus dem Jahre 1994. Die Verleihung des Tony Awards fand in den Jahren 1986, 1988, 1991 und 1995 im Theater statt.

## Produktionen (Auswahl)
- 1973: Irene mit Debbie Reynolds
- 1974: Tony und Lena Sing; Charles Aznavour on Broadway
- 1975: Bette Midler's Clams on the Half Shell Revue; Hello, Dolly!
- 1976: Chinese Acrobats of Taiwan; Dutch National Ballet; Rockabye Hamlet
- 1977: Merce Cunningham Dance Company; Pippin; Cleo on Broadway
- 1978: King of Hearts
- 1979: Béjart: Ballet of the Twentieth Century; Engelbert on Broadway
- 1980: West Side Story
- 1981: The Pirates of Penzance
- 1983: Dance a Little Closer; Marilyn: An American Fable
- 1984: The Tap Dance Kid
- 1986: Sweet Charity
- 1987: Teddy & Alice
- 1988: Cabaret
- 1989: Black and Blue
- 1992: Metro
- 1993: Joseph and the Amazing Technicolor Dreamcoat
- 1994: Sunset Boulevard
- 1998: Das scharlachrote Siegel
- 1999: Saturday Night Fever
- 2001: The Adventures of Tom Sawyer
- 2002: Dance of the Vampires
- 2004: Anatevka
- seit 2006: Der König der Löwen